# Google Tensor
Google Tensor és una sèrie de processadors de sistema en xip (SoC) basats en ARM64 dissenyats per Google per als seus dispositius Pixel. Es va conceptualitzar originalment el 2016, després de la introducció del primer telèfon intel·ligent Pixel, tot i que el treball de desenvolupament real no va entrar en ple apogeu fins al 2020. El xip Tensor de primera generació va debutar a la sèrie de telèfons intel·ligents Pixel 6 el 2021, i el van succeir el xip Tensor G2 el 2022, el G3 el 2023 i el G4 el 2024. Tensor ha estat generalment ben rebut per la crítica.

## Desenvolupament

### Rerefons
El desenvolupament d'un sistema en xip (SoC) dissenyat per Google va començar per primera vegada l'abril de 2016, després de la introducció del primer telèfon intel·ligent Pixel de la companyia, tot i que el director general de Google, Sundar Pichai, i el cap de maquinari , Rick Osterloh, van acordar que probablement trigaria un període prolongat. abans que el producte estigués a punt. L'any següent, la divisió de maquinari de la companyia va reunir un equip de 76 investigadors de semiconductors especialitzats en intel·ligència artificial (IA) i aprenentatge automàtic (ML), que des de llavors ha augmentat de mida, per treballar al xip. A partir del 2017, Google va començar a incloure coprocessadors dissenyats a mida als seus telèfons intel·ligents Pixel, és a dir, el Pixel Visual Core a les sèries Pixel 2 i Pixel 3 i el Pixel Neural Core a la sèrie Pixel 4. 
A l'abril de 2020, la companyia havia fet "progrés significatius" cap a un processador personalitzat basat en ARM per als seus dispositius Pixel i Chromebook, amb el nom en clau "Whitechapel". A la trucada trimestral d'inversors de l'empresa matriu de Google, Alphabet Inc., aquell octubre, Pichai va expressar il·lusió per les "inversions més profundes" de la companyia en maquinari, que alguns van interpretar com una al·lusió a Whitechapel. El nucli neuronal no es va incloure al Pixel 5, que es va llançar el 2020; Google va explicar que el Snapdragon 765G SoC del telèfon ja va aconseguir el rendiment de la càmera que l'empresa havia pretès. L'abril de 2021, 9to5Google va informar que Whitechapel alimentaria els propers telèfons intel·ligents Pixel de Google. Google també estava en converses per adquirir Nuvia abans de la seva adquisició per part de Qualcomm el 2021.
Google va presentar oficialment el xip, anomenat Tensor, a l'agost, com a part d'una vista prèvia dels seus telèfons intel·ligents Pixel 6 i Pixel 6 Pro. Els telèfons intel·ligents Pixel anteriors havien utilitzat xips Qualcomm Snapdragon,  i el Pixel 5a del 2021 era l'últim telèfon Pixel que ho va fer. Pichai més tard va assenyalar obliquament que el desenvolupament de Tensor i Pixel 6 va donar lloc a més solucions comercials per als telèfons Pixel llançats el 2020 i principis del 2021. El setembre de 2022, The Verge va informar que un successor de l'ordinador portàtil Pixelbook alimentat per Tensor amb un llançament previst per al 2023 havia estat cancel·lat a causa de mesures de reducció de costos.

### Disseny
"Tensor" és una referència a les tecnologies TensorFlow i Tensor Processing Unit de Google, i el xip està desenvolupat per l'equip de Google Silicon que es troba dins de la divisió de maquinari de l'empresa, liderat pel vicepresident i director general Phil Carmack juntament amb la directora sènior Monika Gupta,  conjuntament amb la divisió de Google Research.
La microarquitectura de Tensor consta de dos nuclis grans, dos nuclis mitjans i quatre nuclis petits; aquesta disposició és inusual per als SoC d'octa nuclis, que normalment només tenen un nucli gran. Carmack va explicar que això era perquè Tensor pogués mantenir-se eficient amb càrregues de treball intenses executant els dos nuclis grans simultàniament a una freqüència baixa per gestionar els diferents coprocessadors. Osterloh ha afirmat que el rendiment de Tensor és difícil de quantificar mitjançant benchmarks sintètics, però s'hauria de caracteritzar per les moltes capacitats de ML que permet, com ara el reconeixement avançat de la veu,  la traducció d'idiomes en temps real, la capacitat de desenfocar fotografies i processament fotograma a fotograma semblant a HDR per als vídeos.

## Models
El xip Tensor de primera generació va debutar als Pixel 6 i Pixel 6 Pro, que es van anunciar oficialment l'octubre de 2021 a l'esdeveniment de llançament Pixel Fall. Més tard es va reutilitzar per al Pixel 6a, una variant de gamma mitjana de la sèrie Pixel 6 que es va anunciar el juliol de 2022. Tot i ser comercialitzat tal com va ser desenvolupat per Google, els primers exàmens van revelar que el xip conté nombroses similituds amb la sèrie Exynos de Samsung. 
Un xip Tensor de segona generació estava en desenvolupament a l'octubre de 2021, amb el nom en clau "Cloudripper". A la conferència anual de Google I/O el juliol de 2022, Google va anunciar que el xip debutaria als telèfons intel·ligents Pixel 7 i Pixel 7 Pro,  que es van anunciar oficialment el 6 d'octubre a l'esdeveniment anual Made by Google. El xip es comercialitza com a "Google Tensor G2". El xip també es va utilitzar per alimentar el Pixel 7a, el telèfon intel·ligent plegable Pixel Fold i la tauleta Pixel que es va presentar el maig de 2023 durant la presentació anual d'E/S.
Samsung havia començat a provar el Tensor G3 l'agost de 2022, amb el nom en clau "Zuma". Anunciat l'octubre de 2023, el xip es va utilitzar per alimentar els Pixel 8a, Pixel 8 i Pixel 8 Pro.
The Information va informar el juliol de 2023 que Google havia iniciat el desenvolupament del Tensor G5, amb el nom en clau "Laguna", que s'havia de dissenyar totalment internament, fabricat per TSMC en lloc de Samsung i basat en el procés de 3 nm de TSMC. 